# Conor Shanosky
Conor Shanosky (Sterling, 13 december 1991) is een Amerikaans voetballer. Hij verruilde in januari 2015 DC United voor Louisville City FC.

## Clubcarrière
Op 13 augustus 2010 tekende Shanosky een Homegrown Player contract bij DC United. Op 19 juli 2011 werd hij uitgeleend aan Harrisburg City Islanders. Vervolgens werd hij op 2 maart 2012 een seizoen lang uitgeleend aan Fort Lauderdale Strikers. Op 19 maart 2013 werd hij uitgeleend aan de Richmond Kickers. Uiteindelijk maakte hij op 2 juni 2013, na al drie jaar lang onder contract te hebben gestaan bij de club, tegen Chicago Fire zijn debuut voor DC United.
Op 21 januari 2015 tekende Shanosky bij Louisville City FC.

## Interlandcarrière
Shanosky was deel van de Amerikaanse O-20 selectie dat in 2010 de Milk Cup won. Hij speelde op dat toernooi drie wedstrijden. 